# Man Dandan
Dans ce nom chinois, le nom de famille précède le nom personnel.
Pour les articles homonymes, voir Man.
Man Dandan (en chinois : 满 丹丹) est une fondeuse chinoise, née le 5 mai 1989 à Harbin.

## Biographie
Elle obtient sa première sélection olympique en 2006, à Turin, où elle est 56e du sprint. Un mois après, elle fait ses débuts en Coupe du monde à Changchun, où elle est 24e. Un an plus tard, elle signe son meilleur résultat sur la scène internationale au même lieu avec une huitième place au sprint classique.
En 2007, elle connaît sa première expérience dans des championnats du monde à Sapporo, où elle se classe dixième du sprint par équipes et du relais, 44e du sprint et 49e de la poursuite. Son meilleur résultat individuel aux Championnats du monde est obtenu en 2013, à Val di Fiemme, où elle devient 41e du sprint.
Aux Jeux olympiques d'hiver de 2010, à Vancouver, elle est 51e du sprint et 17e du sprint par équipes.
Aux Jeux olympiques d'hiver de 2014, à Sotchi, elle finit 32e du sprint, 50e du dix kilomètres classique et 14e du sprint par équipes.
Son plus grand succès est sa victoire sur le sprint des Jeux asiatiques d'hiver de 2017 à Sapporo. Elle continue à courir au niveau international jusqu'en 2018.

## Palmarès

### Jeux olympiques d'hiver
| Épreuve / Édition | Sprint                           | Sprint                           | 10 km                            | 10 km                            | Poursuite / Skiathlon 2 × 7,5 km | 30 km   | Relais | Relais   |
| Épreuve / Édition | libre                            | classique                        | libre                            | classique                        | Poursuite / Skiathlon 2 × 7,5 km | 30 km   | Sprint | 4 × 5 km |
| JO 2006 Turin     | 56e                              | Épreuve inexistante à cette date | Épreuve inexistante à cette date | -                                | -                                | Abandon | -      | -        |
| JO 2010 Vancouver | Épreuve inexistante à cette date | 51e                              | -                                | Épreuve inexistante à cette date | -                                | -       | 16e    | -        |
| JO 2014 Sotchi    | 32e                              | Épreuve inexistante à cette date | Épreuve inexistante à cette date | 50e                              | -                                | -       | 14e    | —        |

Légende :
- : pas d'épreuve
- — :  Épreuve non disputée par Man

### Championnats du monde
| Épreuve / Édition           | Sprint                           | Sprint                           | 10 km                            | 10 km                            | Poursuite / Skiathlon 2 × 7,5 km | 30 km | Relais | Relais   |
| Épreuve / Édition           | libre                            | classique                        | libre                            | classique                        | Poursuite / Skiathlon 2 × 7,5 km | 30 km | Sprint | 4 × 5 km |
| Mondiaux 2007 Sapporo       | Épreuve inexistante à cette date | 44e                              | -                                | Épreuve inexistante à cette date | 49e                              | -     | 10e    | 10e      |
| Mondiaux 2009 Liberec       | 55e                              | Épreuve inexistante à cette date | Épreuve inexistante à cette date | -                                | Abandon                          | -     | 13e    | -        |
| Mondiaux 2013 Val di Fiemme | Épreuve inexistante à cette date | 41e                              | -                                | Épreuve inexistante à cette date | -                                | -     | 12e    | -        |

### Coupe du monde
- Meilleur classement général : 58e en 2007.
- Meilleur résultat individuel : 8e.

#### Classements en Coupe du monde
| Année     | Classement général final | Classement distance | Classement sprint |
| 2005-2006 | 107e                     | -                   | 70e               |
| 2006-2007 | 58e                      | 56e                 | 36e               |

### Jeux asiatiques
- Astana / Almaty 2011 :
  -  Médaille d'argent sur le sprint par équipes
  -  Médaille de bronze sur le relais.
- Sapporo 2017 :
  -  Médaille d'or sur le sprint.
  -  Médaille d'argent sur le relais.